# Charles B. Henderson
Charles B. Henderson (San José, 1873. június 8. – San Francisco, 1954. november 8.) az Amerikai Egyesült Államok szenátora (Nevada, 1918–1921).